# Bażanówka
Bażanówka ist eine Ortschaft mit einem Schulzenamt der Gemeinde Zarszyn im Powiat Sanocki der Woiwodschaft Karpatenvorland in Polen.

## Geschichte
Der Ort im Sanoker Land der Woiwodschaft Ruthenien wurde zunächst Jaćmierska Wola benannt und wurde 1429 als Iaczimirzka Wola erstmals erwähnt. Der Name  Wola (lateinisch libertas) deutete auf eine steuerfreie Neugründung, das Adjektiv Jaćmierska war nach dem Ort Jaćmierz benannt, der damals zu einer Stadt wurde. Der Ortsname Bażanówka (nach dem Personennamen Bażan/Bazan) tauchte im Jahr 1442 als Baszanowka auf und 1447 folgte die Erwähnung von Iaczimirzkawola alias Baszanowka, die beide Namen verband.
Bei der Ersten Teilung Polens kam Bażanówka 1772 zum neuen Königreich Galizien und Lodomerien des habsburgischen Kaiserreichs (ab 1804). Ab dem Jahr 1855 gehörte Bażanówka zum Bezirk Sanok. Im Jahr 1900 hatte die Gemeinde 668 Einwohner, alle davon waren polnischsprachig, außer Römisch-Katholiken gab es 28 Juden und einen Griechisch-Katholiken.
Nach dem Ende des Ersten Weltkriegs und dem Zusammenbruch der Habsburgermonarchie kam Bażanówka 1918 zu Polen. Unterbrochen wurde dies nur durch die deutsche Besetzung Polens im Zweiten Weltkrieg.
Nach dem Jahr 1919 kam es zu einem Konflikt zwischen den Bewohnern von Jaćmierz und Bażanówka und dem Bischof u. a. wegen der Unrichtigkeiten mit dem Verkauf des kirchlichen Eigentums. Unter den Bewohnern gab es viele Reemigranten aus den Vereinigten Staaten, die mit der Polish National Catholic Church of America vertraut waren. Sie gründeten 1921 die bis heute älteste polnische Pfarrgemeinde der Polnisch-Katholischen Kirche (der Altkatholischen Kirche in Polen). In den 1930er Jahren wurde die Pfarrei in Jaćmierz ausgegliedert. Heute gehören beide zum Dekanat Karpatenvorland der Diözese Krakau-Tschenstochau.
Von 1975 bis 1998 gehörte das Dorf zur Woiwodschaft Krosno.

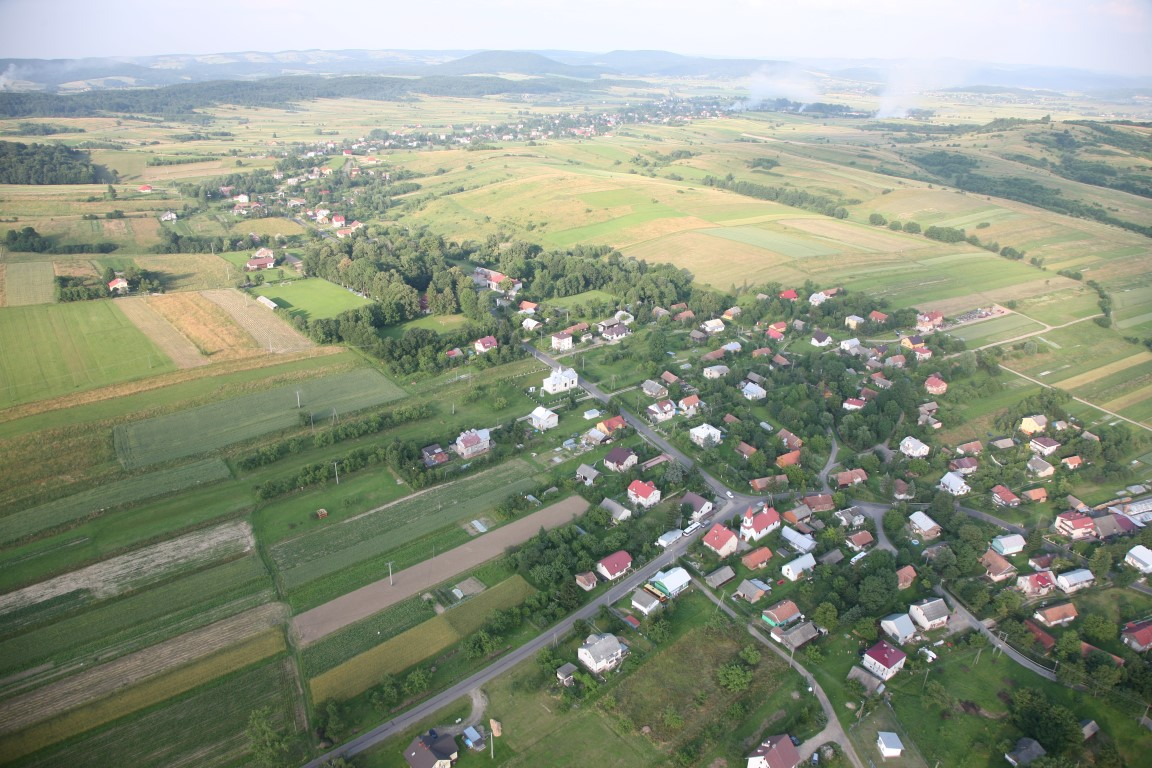
Ansicht aus der Vogelperspektive
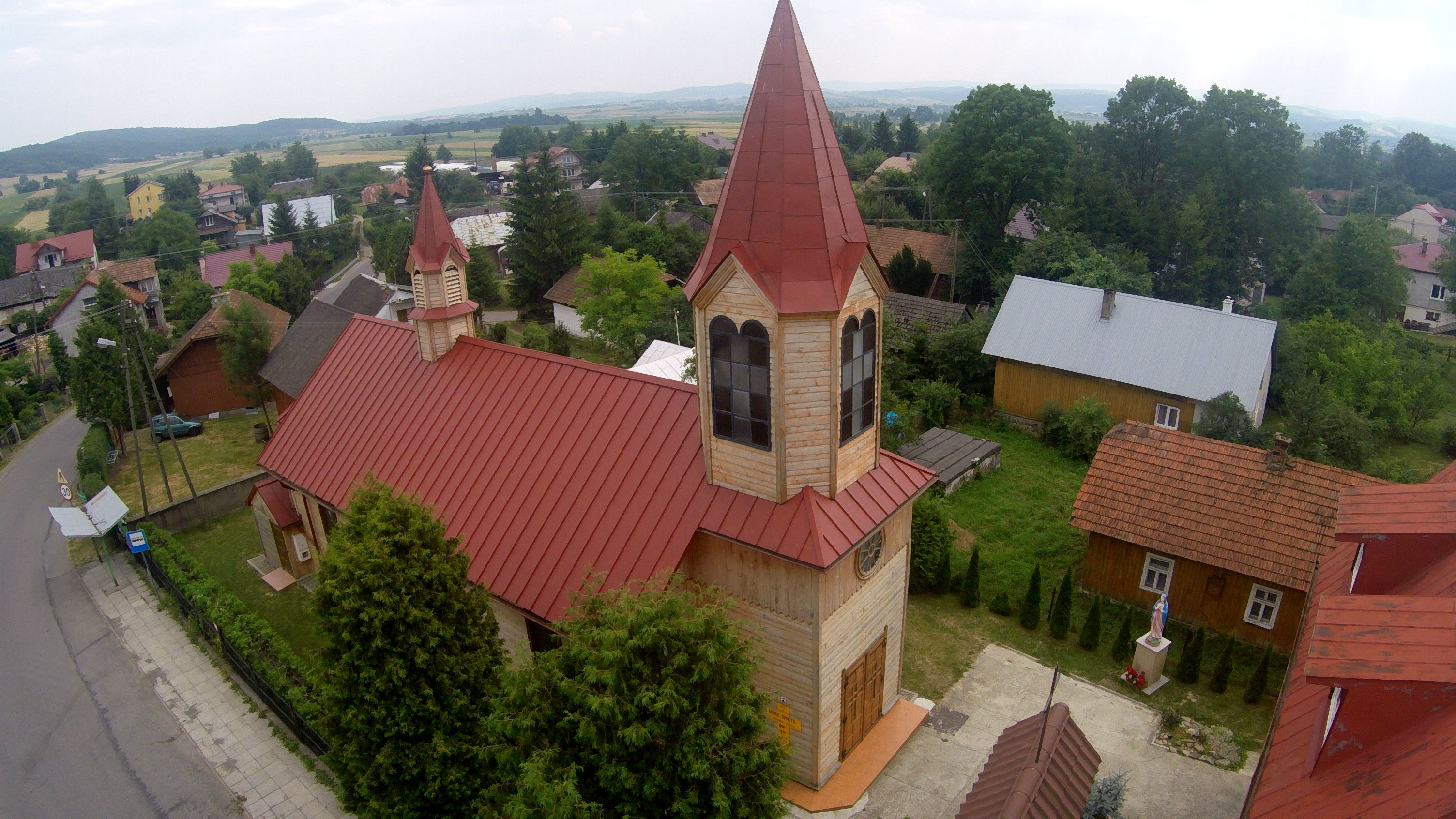
Polnisch-katholische Holzkirche
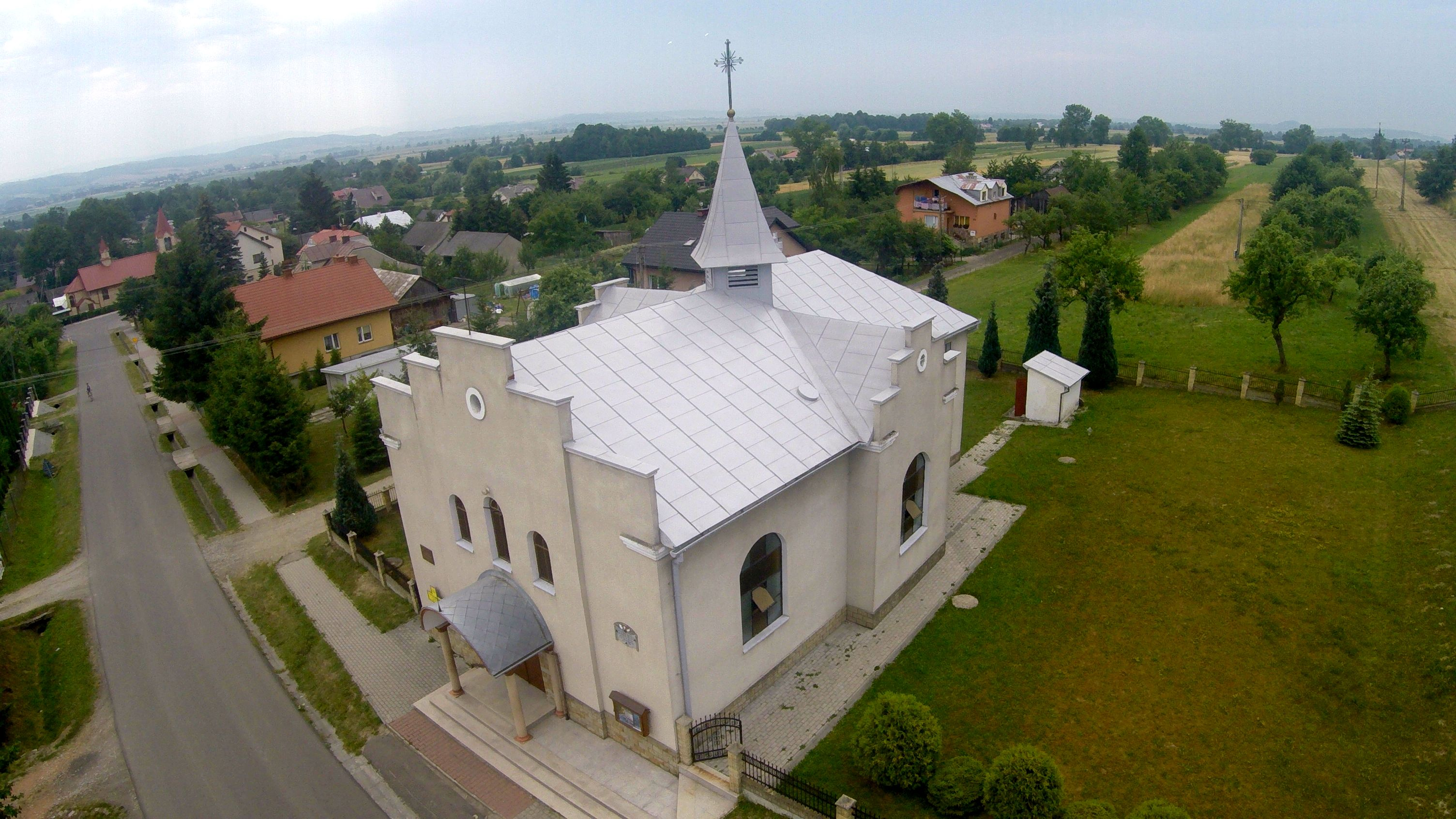
Römisch-katholische Kirche
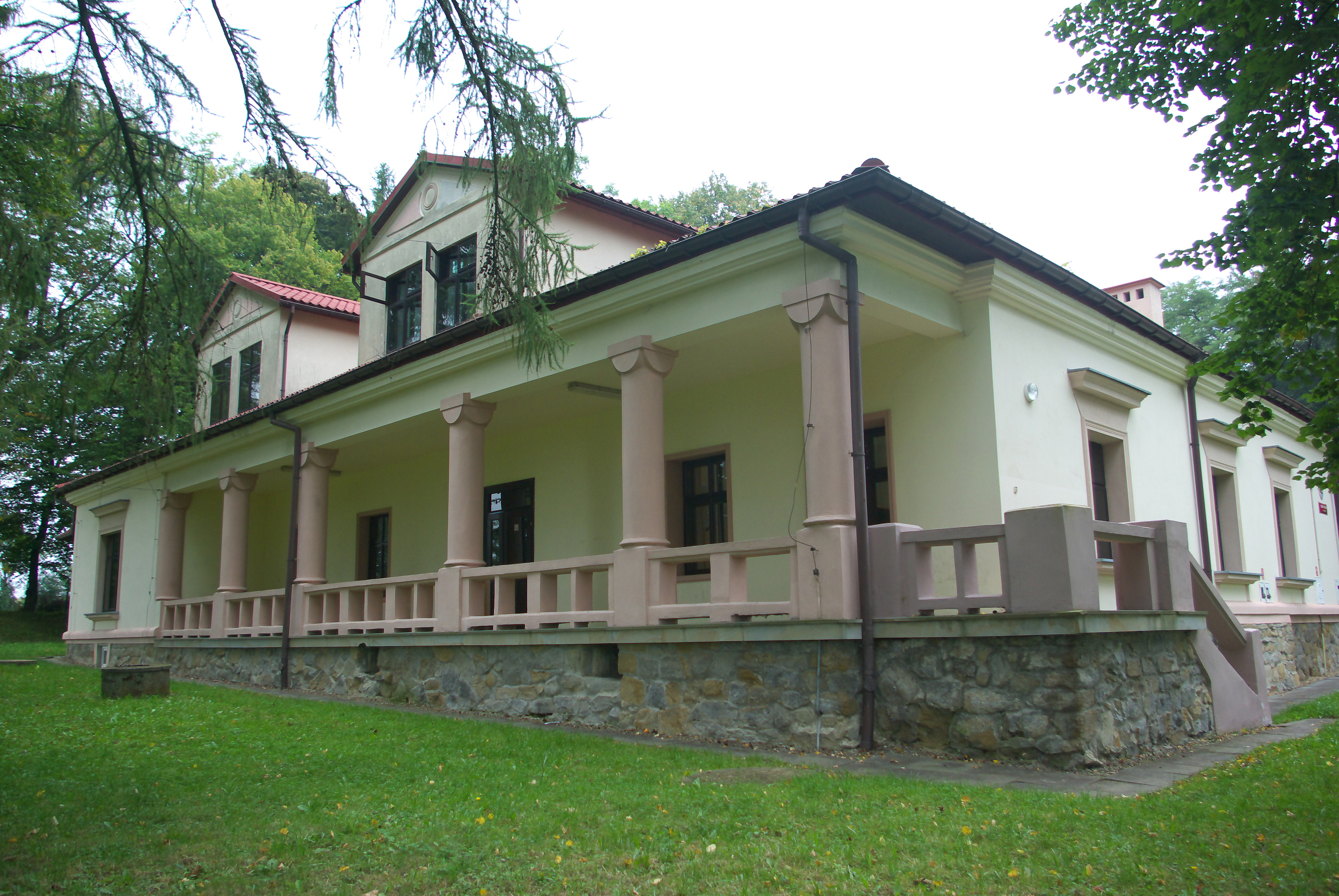
Gutshof